# هيدرازيد حمض الماليك
هيدرازيد ماليك، المعروف غالباً باسم العلامة التجارية فازور هو منظم نمو نباتي يقلل من النمو من خلال منع انقسام الخلايا ولكن ليس تضخم الخلايا. يتم تطبيقه على أوراق البطاطس والبصل والثوم ومحاصيل الجزر لمنع نبته أثناء التخزين. ويمكن أيضا أن تستخدم للتحكم فيتطوع البطاطس المتبقية في الحقل أثناء الحصاد. تم التعرف عليه لأول مرة في عام 1940 ولكن لم يتم استخدامه تجاريا في المملكة المتحدة حتى عام 1984. أدى حظر الكلوربروفام كمثبط للبراعم في عام 2019 إلى تجدد الاهتمام بكيفية استخدام هيدرازيد الماليك في البطاطس.